# Lyra (sběrač proudu)

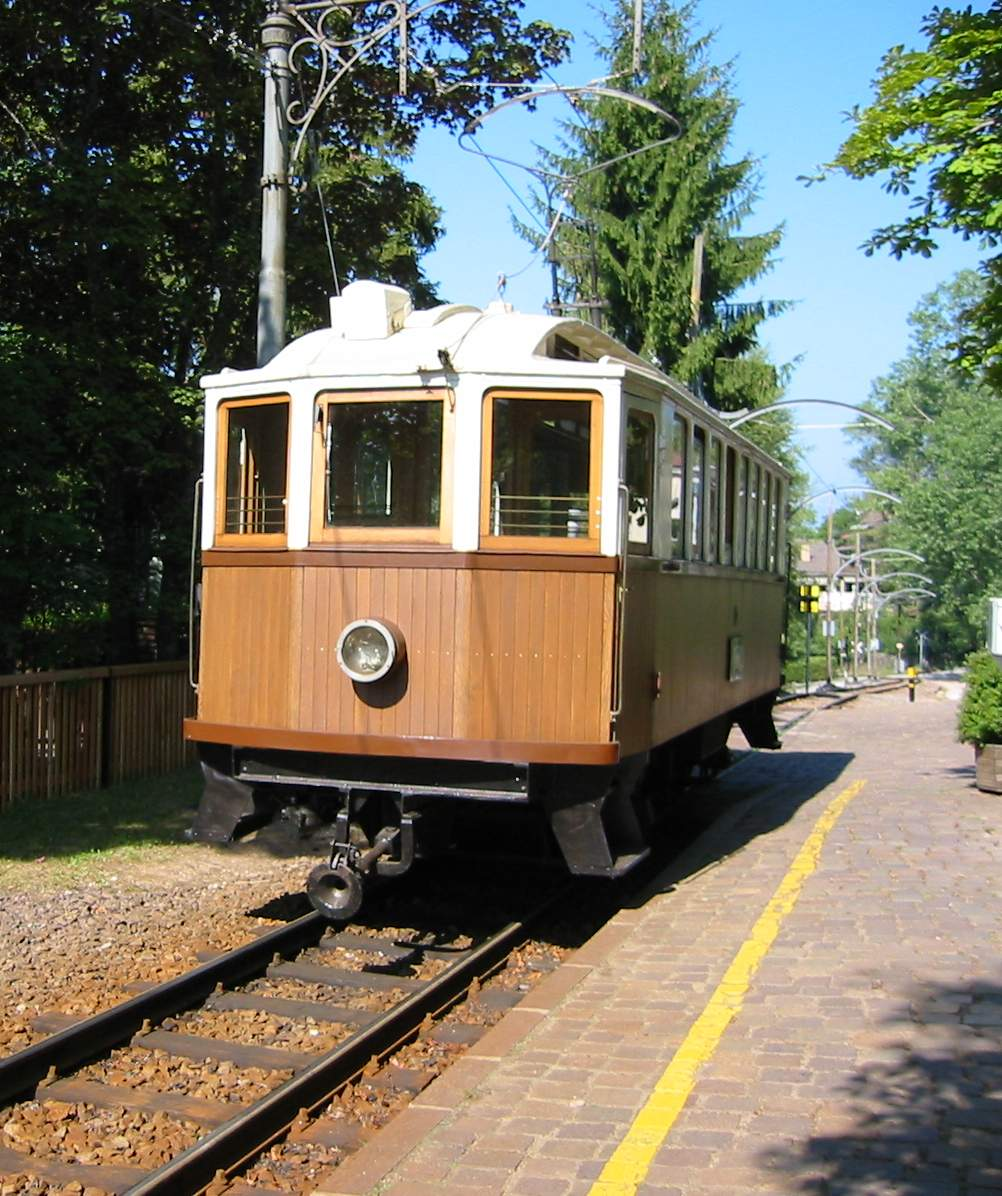
Tramvaj s lyrou z roku 1907 na Rittnerské dráze v Jižních Tyrolech v Itálii

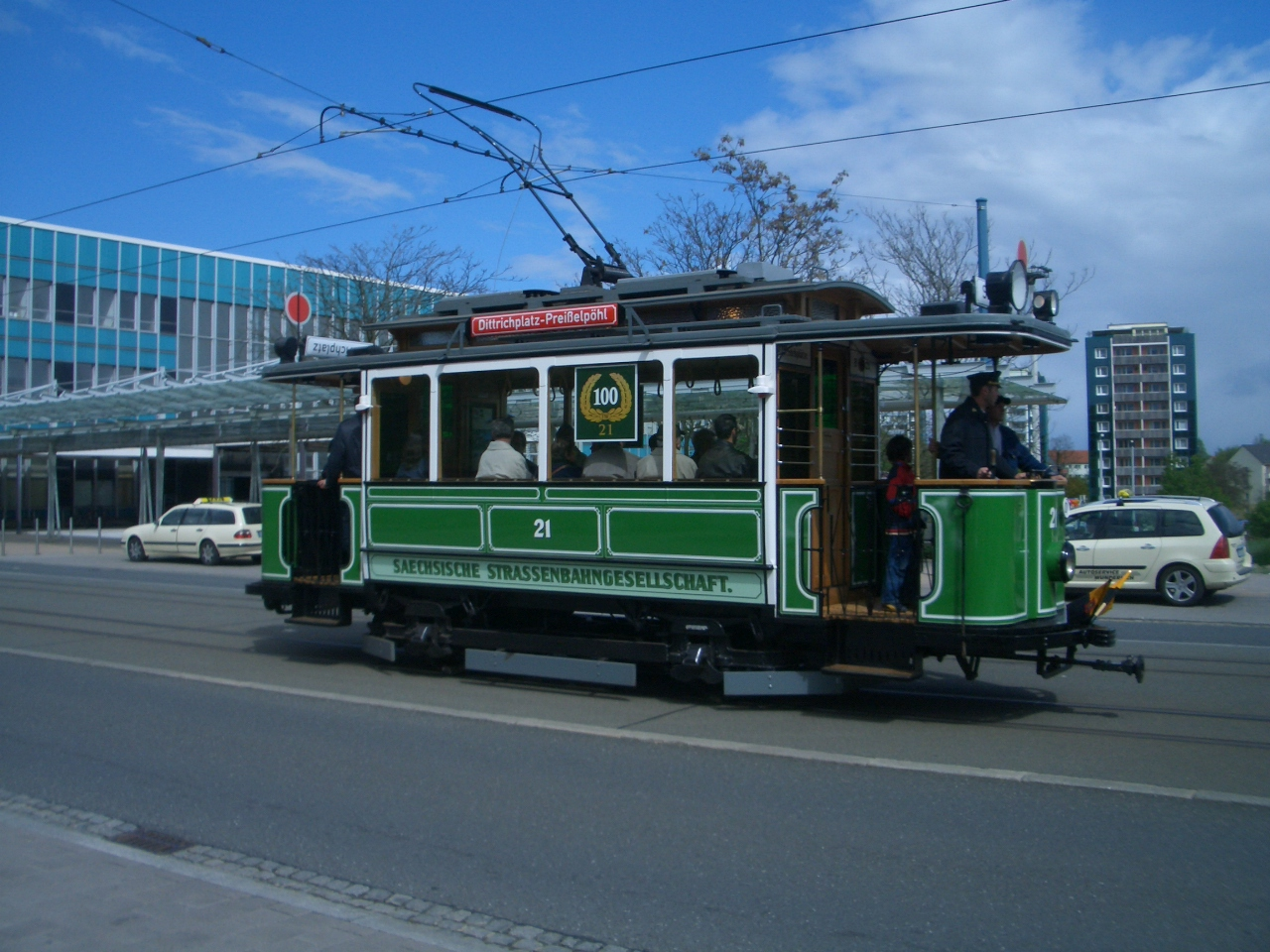
Historická tramvaj v Plauen, Německo

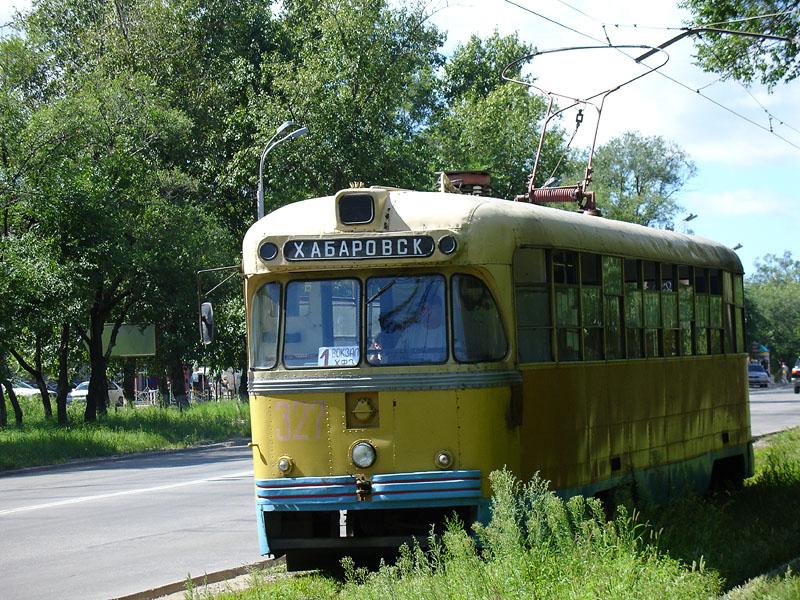
Tramvaj RVZ-6 v Chabarovsku, Rusko (2006)

Lyra (lyrový sběrač, třmenový sběrač) je jeden ze tří hlavních typů zařízení užívaných u tramvají a příměstských drah pro odběr elektrického proudu z vrchního trolejového vedení. Rozšířil se především v Evropě. Ve většině tramvajových provozů byl postupně nahrazen tyčovým sběračem, a následně pantografem.

## Historie
Tento typ sběrače zavedl u svých vozidel německý vynálezce a podnikatel Werner von Siemens na konci osmdesátých let 19. století. V té době už měl americký vynálezce Frank J. Sprague patentovaný systém napájení tyčovým sběračem. Aby se Siemensova společnost vyhnula patentovým sporům se Spraguem, potřebovala vlastní, patentově čistý systém napájení z troleje. Tím se stal lyrový sběrač. Od roku 1887 byl zkušebně nasazen na tramvaji v Lichterfelde (nyní součást Berlína). První použití v běžném provozu bylo na přelomu osmdesátých a devadesátých let 19. století, v roce 1893 v Hobartu v Austrálii. Lyrový sběrač používalo mnoho tramvajových provozů jak v kontinentální Evropě, tak v Británii (Leeds, Glasgow). Severní Amerika zůstala u tyčového sběrače. 

## Konstrukce
Lyrový sběrač je jeden z nejjednodušších a přitom nejspolehlivějších napájecích systémů pro tramvaje. První verze byly vyrobeny z tyčového vodiče ohnutého do obdélníkového tvaru a upevněného na střeše tramvaje. Vyspělejší konstrukce sestávaly ze dvou souběžných tyčí upevněných ve společném ložisku na střeše a nahoře spojených vlastní sběrací lištou – smykadlem. Výška sběrače byla zvolena tak, aby se zespodu dotýkal trolejového drátu. Smykadlo bylo u většiny konstrukcí obloukového tvaru a celá konstrukce tak připomínala lyru. Lyrový sběrač většinou neměl otočnou základnu. Výjimkou byla vozidla provozovaná v Římě. Lyrový sběrač byl namontován uprostřed střechy tramvaje. Okolo roku 1900 byly jednoduché konstrukce sběračů nahrazeny komplexnějšími a sofistikovanějšími, ale základ funkce zůstal stejný. Další technické změny byly v některých britských tramvajových provozech vynuceny současným provozem jednopodlažních a dvoupodlažních tramvají pod stejnou trolejovou sítí. Jednopodlažní tramvaje většinou měly vysoké a subtilní sběrače s komplikovanými nosiči, zatímco dvoupodlažní tramvaje měly těžké sběrací lišty s jednoduššími nosiči.

## Používání
Obvykle se lyrový sběrač montoval do takové výšky, aby horní plocha sběrací lišty byla při svislém vztyčení sběrače několik desítek centimetrů nad trolejovým drátem. Za jízdy sběrač směřoval dozadu. Pro jízdu v opačném směru musel být sběrač překlopen. K tomu sloužily kladky a lana. Mimo provoz zůstával sběrač sklopený do vodorovné polohy. Mnoho ze starších tramvají nemělo technické prostředky k překlopení sběrače. Počítalo se s tím, že sběrač se překlopí do správné polohy, jakmile se vůz rozjede. Takové sběrače byly ale poruchové.
Většina tramvají, které byly v provozu v bývalém Sovětském svazu nebyla vybavena pro překlopení sběrače. Tyto vozy byly jednosměrné. Zvláštním případem byla tramvaj typu KTV-55-2, která měla pro každý směr jízdy samostatný sběrač.
Nevýhodou lyrového sběrače jsou jeho rozměry, hlavně délka. Zabírá většinu střechy vozidla, pantograf je mnohem kompaktnější.

## Rozvoj a další využití
Lyrový sběrač má méně pohyblivých dílů, než tyčový sběrač, ale je těžší a má komplikovanější konstrukci. Oproti tomu konstrukce trolejového vedení je jednodušší, než pro použití tyčového sběrače. Tím, že lyrový sběrač nemá otočnou základnu, nemůže opustit trolej nebo na křižovatce pokračovat špatným směrem, což tyčové sběrače mohou. V provozu jsou lyrové sběrače mnohem hlučnější, než tyčové sběrače.
Trolejové dráty pro lyrové sběrače musí být nataženy pevněji, než pro tyčové sběrače. Trolejový drát přitom musí být umístěn klikatě, nikoli rovně nad středem trati, jak to vyžadují tyčové sběrače. Kontakt se uskutečňuje v širším úseku sběrací lišty, aby se zabránilo vybroušení drážky ve sběrací liště. Tím se prodlužuje životnost sběrače. Pro odlišné požadavky na trolejové vedení není vhodný dlouhodobý souběžný provoz tyčových sběračů s lyrovými nebo s pantografy.
Použití lyrového sběrače zjednodušuje konstrukci trakčního vedení. Odpadají vzdušné výhybky a křižovatky, není třeba dodržovat minimální poloměr drátu v obloucích. 
Mimo muzejní vozy se lyrové sběrače donedávna používaly v některých tramvajových provozech bývalého Sovětského svazu, například v Kazani, Minsku a Dzeržinsku.
V Praze byl používán lyrový sběrač jen krátce na některých vozech v letech 1913 – 1924, poté byl nahrazen tyčovým sběračem.
Na železnici je známé použití lyrových sběračů na elektrických vozech AEG a Siemens při rekordních jízdách rychlostí přes 200 km/h na vojenské dráze Marienfelde–Zossen–Jüterbog. lyrové sběrače používaly i italské státní dráhy (FS) u lokomotiv napájených třífázovou soustavou.